# Кедр
Кедр (лат. Cedrus) — олиготипный род деревьев семейства Сосновые (Pinaceae).

## Распространение и экология
В природе ареал рода охватывает южные и восточные горные районы Средиземноморья и западные районы Гималаев. На Южном берегу Крыма кедры  вполне натурализовались в районе от Севастополя до Кара-Дага, в районах, где абсолютный минимум температур не достигает −25°C, и дают самосев. Также встречается кедр ливанский и даёт самосев в Одессе (без повреждений выдерживают абсолютный минимум −27°C). 
Растения требуют неуплотнённых сверху и хорошо водопроницаемых почв; очень чувствительны к застаиванию воды в почве (особенно кедр гималайский (Cedrus deodara)). Все виды кедров хорошо растут на бедных известью почвах (так называемых шиферных — формирующихся на слабокарбонатных сланцах, сланцеватых тёмных глинах и песчаниках, и других). На сухих южных известковых склонах кедр гималайский сильно страдает от хлороза и часто погибает; на этих же почвах кедры атласский (Cedrus atlantica) и ливанский (Cedrus libani) растут плохо, иногда также страдая от хлороза. Кедры атласский и ливанский в нижнем поясе на менее сухих известковых почвах или на менее освещаемых склонах растут хорошо; Кедр гималайский и здесь иногда страдает от хлороза. В среднем поясе (от 400 м) при более свежих почвах и более высокой влажности воздуха кедры могут успешно расти и на крутых южных известковых склонах.

## Ботаническое описание
Представители рода однодомные, вечнозелёные деревья высотой до 40—50 метров, с раскидистой кроной. Кора тёмно-серая, на молодых стволах гладкая, на старых растрескивающаяся, чешуйчатая. Побеги укороченные и удлинённые, последние несут спирально расположенную хвою.
Хвоя игловидная, трёх- или четырёхгранная, жёсткая, колючая, тёмно- или сине-зелёная до серебристо-серой, со всех сторон снабжённая устьицами, сидит на листовых подушках, собрана в пучки по 30-40 хвоинок. В эпидермисе по два смоляных хода.
Колоски расположены одиночно на концах укороченных побегов, прямостоячие, окружённые при основании пучками хвои.  Мужские колоски длиной около 5 см, с многочисленными, спирально расположенными почти сидячими тычинками, каждая из которых имеет по два сросшихся и растрескивающихся вдоль пыльника; пыльца с воздушными мешками.
Шишки одиночные, прямостоячие, бочонковидные или яйцевидно-удлинённые, созревающие на второй или третий год, рассыпающиеся в течение осени и зимы. Семенные чешуи многочисленные, спирально расположенные, черепитчато прижатые, в основании с двумя семенными углублениями; кроющие чешуи очень маленькие, снаружи невидимые. Семена с вместилищами смолы, треугольные, с тонкой кожурой, и крупными крыльями, приросшими к верхней стороне. Масса крыльев составляет примерно 10% общей массы семян. Выход окрылённых семян из общей массы шишек около 5%. Всходы с 8–10 семядолями; появляются недели через три после высева семян.
Цветение осенью.
- Ботаническая иллюстрация К. Я. Трева
- Мужской колосок, или шишка (микростробил) кедра.
- Мужские шишки (микростробилы) кедра. Крым. Судак.
- Самосейка кедра, возраст менее года. Крым. Мисхор.
- Самосейка кедра, возраст более года. Крым. Мисхор.
- Древесина кедра.
- Пыльца мужских шишек кедра. Крым. Судак.
- Кедровые шишки.

## Использование
На родине очень прочная и ценная древесина идёт на постройки, мебель, кораблестроение и другие цели. Древесина высоко ценится и используется с древнейших времён (упоминается в Библии как один из материалов для строительства царских дворцов и Иерусалимского храма; символизирует благополучие и процветание).
Благодаря своей декоративности и быстроте роста кедры ценны для парковых насаждений как в группах, так и одиночно. Особенно ценны голубые и серебристые формы.
Семена настоящих кедров, в отличие от семян так называемых кедровых сосен, несъедобны.
Кедр также применяется в парфюмерной промышленности. Некоторые исследователи утверждают, что запах кедра помогает избавиться от «чувства тревоги» и «снимает раздражение».

## Классификация
Род насчитывает 3 вида:
- Cedrus atlantica (Endl.) Manetti ex Carrière — Кедр атласский
- Cedrus deodara (Roxb. ex Lamb.) G.Don — Кедр гималайский
- Cedrus libani A.Rich. — Кедр ливанский. Это главный символ Ливана, изображённый на флаге и гербе страны.

Ранее отдельным, 4-м, видом считалась также разновидность кедра ливанского:
- Cedrus brevifolia (Hook.f.) Elwes & A.Henry — Кедр кипрский, или Кедр короткохвойный

Структура шишек кедров и сосен во многом схожи, поэтому традиционно считалось, что два этих рода наиболее близки друг к другу. Молекулярные данные 2000 и 2003 годов уточнили это родство, определив более базальное положение кедров в семействе сосновых по сравнению с собственно соснами.

## Ложные кедры
Под названием «кедр» известны многие деревья, в действительности не относящиеся к этому роду. Среди них:
- Сибирский кедр (Pinus sibirica — Сосна сибирская кедровая), Европейский кедр (Pinus cembra — Сосна кедровая европейская) и Корейский кедр (Pinus koraiensis — Корейский кедр) — виды рода Сосна, хотя они и состоят с кедрами в одном семействе.
- Канадский красный кедр (Thuja plicata — Туя складчатая) и канадский белый кедр (Thuja occidentalis — Туя западная) — виды рода Туя семейства Кипарисовые.
- Восточный красный кедр (Juniperus virginiana — Можжевельник виргинский) — вид рода Можжевельник также из семейства Кипарисовые.
- Аляскинский жёлтый кедр (Cupressus nootkatensis — Кипарис нутканский) — вид рода Кипарис также из семейства Кипарисовые.
- Японский кедр (Cryptomeria japonica — Криптомерия японская) — единственный вид рода Криптомерия также из семейства Кипарисовые.
- Испанский кедр (Cedrela odorata — Цедрела душистая) — покрытосеменное дерево рода Цедрела, не имеющее даже отдалённого родства с настоящими кедрами.